# D'Angelo Barksdale
D'Angelo "Dee" Barksdale es un personaje ficticio del drama de HBO The Wire, interpretado por Lawrence Gilliard Jr. D'Angelo es sobrino de Avon Barksdale y lugarteniente de su organización de tráfico de drogas que controla la mayor parte del comercio en West Baltimore. Atascado entre la cima y la base del tráfico de drogas, representa el tropo del hombre común, y el patetismo se deriva de su rango emocional más amplio que los otros gánsteres, situación y destino. La inmoralidad y la crueldad del tráfico de drogas desgastan gradualmente la conciencia de D'Angelo, lo que lo pone en conflicto con el liderazgo de Barksdale, sobre todo con Stringer Bell.

## Biografía

### Temporada 1
D'Angelo Barksdale es un teniente de alto rango en la organización criminal de su tío Avon Barksdale; su madre Brianna también es una asesora de alto rango. Antes de la serie, D'Angelo controlaba la torre del 221 West Fremont, un importante mercado de drogas. Fue confrontado por el traficante "Pooh" Blanchard en el vestíbulo y, presa del pánico, le disparó frente a testigos civiles. Fue arrestado rápidamente y cumplió 8 meses en la cárcel del condado, en el estreno de la serie, de ser juzgado por este asesinato, representado por el abogado de la organización, Maurice Levy. Aunque un testigo, William Gant, testifica de buena gana, la organización ha asustado y/o sobornado a la otra testigo, Nakeesha Lyles, para que se retracte de su testimonio. D'Angelo queda así absuelto. Como castigo por su descuido, Avon degrada a D'Angelo a los proyectos de poca altura conocidos como "El pozo", donde su equipo está formado por Bodie Broadus, Poot, Wallace, Cass y Sterling.
A lo largo de la temporada, D'Angelo se vuelve cada vez más ambivalente sobre el tráfico de drogas. Cuando William Gant aparece muerto, D'Angelo se conmueve, asumiendo que Avon lo hizo como venganza por testificar. Los detectives Jimmy McNulty y Bunk Moreland lo llevan para interrogarlo, quienes lo engañan para que escriba una carta de disculpa a la familia ficticia de Gant (en realidad, una foto de la familia de Bunk). Levy llega y lo detiene antes de que pueda escribir algo incriminatorio, y lo liberan. Interroga a su tío, quien elude sus acusaciones y lo persuade de que permanezca leal a la familia.
D'Angelo duda mucho sobre la disciplina (como la brutal paliza de Johnny Weeks o castigar a los distribuidores Cass y Sterling por robar pequeñas cantidades).
D'Angelo también está involuntariamente involucrado en un segundo asesinato, el de la novia de Avon, Deirdre Kresson. Al cooperar con la policía después de su arresto, lo interrogan sobre este asesinato. D'Angelo afirma que le había entregado drogas a Kresson, lo que le sirvió de distracción cuando Wee-Bey Brice la mató. Wee-Bey asume con gusto la culpa de este y otros asesinatos que no fueron resueltos en el momento de su arresto, ya que se enfrentaba a cadena perpetua sin libertad condicional de cualquier manera. A principios de la temporada, D'Angelo se había atribuido falsamente la responsabilidad de matar al propio Kresson, aparentemente en un intento de impresionar a sus subordinados Bodie, Poot y Wallace.
D'Angelo tiene un hijo, Tyrell, de su novia Donette. Quiere que D'Angelo se mude con ella, pero él no quiere o no puede asumir la responsabilidad de ser un ciudadano común y un hombre de familia.
D'Angelo comienza a salir con una bailarina del club de estriptis de su tío, Shardene Innes, y vive con ella por un corto tiempo, hasta que Shardene se entera por la policía de que su colega Keesha había sufrido una sobredosis, murió y fue abandonada en un contenedor de basura después de asistir a un evento. Fiesta de la pandilla de Barksdale. Acusa a D'Angelo de verla como basura que fácilmente se puede desechar y se marcha. Ella continúa cooperando con la unidad de policía que investiga al clan Barksdale y luego comienza una relación con Lester Freamon.
Bajo el firme liderazgo de D'Angelo, "El pozo" comienza a generar buenas ganancias. Sin embargo, se convierte en un motivo de preocupación cuando Omar Little roba en su escondite y, al día siguiente, una redada policial. (Su información está un poco desactualizada y asaltan un escondite ahora abandonado, pero Lester encuentra el número de localizador no codificado de D'Angelo en una pared).
Stringer regaña a D'Angelo por su descuido, y Avon otorga una recompensa a la tripulación de Omar. Wallace y Poot identifican al novio de Omar, Brandon, en una sala de juegos; D'Angelo transmite el mensaje a Stringer, quien ha capturado, torturado y asesinado a Brandon, y su cadáver se muestra en el patio de la casa de Wallace. Wallace se ve obsesionado por su papel en la muerte de Brandon. 
En relación con la aversión de Wallace a la violencia de su oficio, D'Angelo desarrolla una amistad con Wallace. Cuando Wallace quiere dejar el negocio después de ver los restos mutilados de Brandon, D'Angelo lo apoya y le da dinero. Stringer comienza a preguntar por Wallace; D'Angelo siente que Wallace está en problemas y le pide a Avon que lo deje solo, asegurándole que Wallace no es un peligro para la organización. Cuando Wallace regresa y le pide que le devuelvan su antiguo trabajo, D'Angelo intenta que se vaya, pero no puede salvarlo. Wallace es asesinado por orden de Stringer, aunque D'Angelo no sabe que Bodie y Poot lo mataron.
Basado indirectamente en la información que Shardene proporcionó a la policía (el micrófono dentro del club que escucha a Avon), D'Angelo es arrestado mientras traficaba drogas desde Nueva York y nuevamente interrogado. McNulty le dice que Wallace está muerto. D'Angelo recuerda el truco de antes que le hizo escribir una carta a la familia ficticia de Gant y no le cree al principio. Stringer viene a hablar con él y se niega a responder cuando D'Angelo exige saber dónde está Wallace. Stringer advierte a D'Angelo que cierre la boca, lo que confirma en la mente de D'Angelo lo que había sucedido. Se enoja y le dice a Stringer que no quiere usar a Levy, abriendo una brecha permanente en su relación ya fracturada. D'Angelo está furioso por la muerte de Wallace y brevemente se convierte en testigo del estado en contra de la Organización. Les dice a dónde ha huido Wee-Bey después de dispararle a Kima Greggs, y ofrece numerosos detalles de la organización de su tío. Sin embargo, una visita de su madre lo convence de su deber para con su familia y él incumple el trato. Debido a su negativa a cooperar, es condenado a un máximo de 20 años de prisión. Mientras cumple su condena, dice que lo mejor que puede esperar es 10 años antes de la posibilidad de libertad condicional.

### Temporada 2
Mientras está en prisión con Avon y Wee-Bey, D'Angelo comienza a consumir heroína. Aunque está distante de su tío, Avon todavía lo protege y le consigue un trabajo cómodo en la biblioteca de la prisión.
Wee-Bey está siendo acosado por un guardia llamado Dwight Tilghman, que está involucrado en el tráfico de drogas en la prisión. Avon hace arreglos para que el suministro de heroína de Tilghman se mezcle con veneno para ratas y le aconseja a D'Angelo que se mantenga alejado de la droga durante unos días para demostrar que no es un adicto, pero no le cuenta a D'Angelo sobre el plan. Después de que cinco prisioneros mueren y ocho más aterrizan en la enfermería, Avon informa sobre Tilghman a cambio de una audiencia anterior de la junta de libertad condicional y una recomendación de liberación anticipada. D'Angelo se niega a participar en el plan y, disgustado por la inmoralidad de su tío, declara que no quiere tener nada más que ver con su familia o con Stringer.
Stringer teme que D'Angelo pueda informar sobre la Organización y contrata a un asesino a sueldo de Washington D. C., quien a su vez hace arreglos para que un prisionero estrangule a D'Angelo con un cinturón en la trastienda de la biblioteca, preparando la escena para que parezca un suicidio. No se inicia ninguna investigación, aunque McNulty se convence de que fue un asesinato cuando se le informa tardíamente y lo investiga, por su cuenta. Los miembros de la familia de D'Angelo continúan creyendo que fue un suicidio hasta que McNulty confronta a Donette y Brianna con sus sospechas, y Stringer finalmente le cuenta a Avon de su participación en la temporada 3.

## Respuesta crítica
Una revisión del San Francisco Chronicle eligió la escena de D'Angelo instruyendo a Bodie y Wallace sobre las reglas del ajedrez como uno de los mejores momentos de la primera temporada. Elogiaron el carácter de D'Angelo y la descripción que hace el programa de sus dificultades como "mandos intermedios" en la organización de la droga: tener que lidiar con subordinados poco fiables, superiores exigentes y su propia conciencia.

## Otros
El nombre del personaje es un tributo a Donald Angelo Barksdale, el primer jugador afroamericano del equipo ABA/NBA Baltimore Bullets. La bebida favorita del personaje parece ser Ginger ale, ya que se le ve pidiéndola y bebiéndola en numerosas ocasiones a lo largo de la temporada 1.